# Puig Campana
Puig Campana je hora ve Španělsku, vysoká 1406 metrů. Leží v provincii Alicante a je součástí Betické Kordillery. Vrchol hory je vzdálen pouze deset kilometrů od mořského pobřeží, vede na něj stezka z města Finestrat. Hora má dva vrcholy, průsmyk mezi nimi je známý jako Rolandova soutěska podle legendy o rytíři Rolandovi, který vyrval skálu a odhodil ji do moře, kde z ní vznikl Benidormský ostrov. V lednu 2009 byly lesy na svazích hory vážně poškozeny požárem, který si vyžádal evakuaci patnácti tisíc obyvatel z okolí.